# Jardins, parques e áreas ambientais nos Açores
Este anexo é composto por uma lista de jardins, parques e áreas ambientais no arquipélago dos Açores.

## Ilha Terceira
- Baía das Contendas
- Costa das Quatro Ribeiras
- Paul da Praia da Vitória
- Monte Brasil
- Baía das Pombas
- Ponta das Contendas
- Reserva Florestal de Recreio da Lagoa das Patas
- Reserva Florestal de Recreio da Mata da Serreta
- Reserva Florestal de Recreio das Fontinhas
- Reserva Florestal de Recreio do Viveiro da Falca
- Reserva Natural da Alagoa da Fajãzinha
- Zona Especial de Conservação da Serra de Santa Bárbara e Pico Alto (Terceira)

## Ilha de São Jorge
- Parque Florestal das Sete Fontes
- Parque do Terreiro da Macela
- Parque Florestal da Silveira
- Piscinas naturais dos Biscoitos
- Poça dos Frades (Velas)
- Poças de Vicente Dias (Calheta)
- Ponta dos Rosais

## Ilha Graciosa
- IBA do Ilhéu da Baleia e da Baía da Ponta da Barca

## Ilha do Pico
- Área de Paisagem Protegida da Cultura da Vinha da Ponta da Ilha
- Área de Paisagem Protegida da Cultura da Vinha da Ponta do Mistério
- Área de Paisagem Protegida da Cultura da Vinha da Zona Norte
- Área de Paisagem Protegida da Cultura da Vinha da Zona Oeste
- Área de Paisagem Protegida da Cultura da Vinha de São Mateus/ São Caetano
- Área de Paisagem Protegida da Zona Central
- Área Protegida de Gestão de Recursos da Ponta da Ilha
- Área Protegida de Gestão de Recursos do Porto das Lajes
- Área Protegida de Gestão de Recursos do Canal Faial – Pico/ Sector Pico
- Área Protegida de Gestão de Habitats ou Espécies da Lagoa do Caiado
- Área Protegida de Gestão de Habitats ou Espécies do Mistério de São João
- Área Protegida de Gestão de Habitats ou Espécies da Silveira
- Área Protegida de Gestão de Habitats ou Espécies das Lajes do Pico
- Área Protegida de Gestão de Habitats ou Espécies das Ribeiras
- Área Protegida de Gestão de Habitats ou Espécies da Terra Alta
- Área Protegida de Gestão de Habitats ou Espécies das Furnas de Santo António
- Área Protegida de Gestão de Habitats ou Espécies da Zona do Morro
- Monumento Natural da Gruta das Torres
- Paisagem da Cultura da Vinha da Ilha do Pico
- Parque Florestal da Prainha
- Parque Florestal da Quinta das Rosas
- Parque Florestal Matos Souto
- Parque da Furada
- Reserva Florestal dos Mistérios de São João
- Reserva Natural da Montanha do Pico
- Reserva Natural das Furnas de Santo António
- Reserva Natural do Caveiro
- Reserva Natural do Mistério da Praínha
- Zona Especial de Conservação das Lajes do Pico
- Zona Especial de Conservação dos Ilhéus da Madalena
- Zona Especial de Conservação da Ponta da Ilha
- Zona Especial de Conservação da Montanha do Pico, Praínha e Caveiro
- Zona de Protecção Especial das Furnas de Santo António
- Zona de Protecção Especial das Lajes do Pico
- Zona de Protecção Especial da Ponta da Ilha
- Zona de Protecção Especial da Zona Central do Pico

## Ilha das Flores
- Piscinas naturais de Santa Cruz das Flores
- Rocha dos Bordões

## Ilha de São Miguel
- Monumento Natural e Regional da Caldeira Velha
- Biscoito da Ferraria
- Reserva Florestal Natural Parcial do Planalto dos Graminhais
- IBA da Ponta do Cintrão
- Jardim Botânico da Ribeira do Guilherme
- Jardim José do Canto
- Parque Natural dos Caldeirões
- Parque Terra Nostra
- Parque do Pelado
- IBA da Ponta do Arnel e Faial da Terra
- Reserva Florestal Natural Parcial do Pico da Vara
- Reserva Florestal de Recreio de Valverde
- Reserva Florestal de Recreio do Pinhal da Paz
- Reserva Natural das Caldeiras Funda e Rasa (Mosteiros)
- Zona Especial de Conservação do Ilhéu de Baixo e Ponta da Restinga (Graciosa)
- Zona de Paisagem Protegida das Sete Cidades
- Mata do Canário
- Zona de Protecção Especial do Pico da Vara e Ribeira do Guilherme

## Ilha de Santa Maria
- Reserva Florestal de Recreio Mata do Alto
- Reserva Natural da Baía de São Lourenço

## Ilha do Faial
- Zona Especial de Conservação da Ponta do Varadouro (Faial)